# Liljequisthorga
Liljequisthorga är en kulle i Antarktis. Den ligger i Östantarktis. Norge gör anspråk på området. Toppen på Liljequisthorga är 1 440 meter över havet.
Terrängen runt Liljequisthorga är kuperad österut, men västerut är den platt. Trakten är glest befolkad. Närmaste befolkade plats är Sarie Marais, 7,7 kilometer norr om Liljequisthorga. 